# Atmosfera mortale
Atmosfera mortale (Heavy Weather) è un romanzo di fantascienza dello scrittore Bruce Sterling pubblicato nel 1994.
L'opera è ambientata in un futuro prossimo in cui l'inquinamento, spinto al limite estremo, ha causato sconvolgimenti climatici di inaudita violenza in tutto il Mondo.

## Storia editoriale
Il romanzo è stato pubblicato per la prima volta nel 1994 negli Stati Uniti con il titolo di Heavy Weather. In Italia la prima edizione è del 1995, tradotta con il titolo di Atmosfera mortale, ristampata nel 2009 con il titolo di Atmosfera letale.

## Trama
(Bruce Sterling, Atmosfera mortale)
Il clima nel ventunesimo secolo è impazzito a causa delle modificazioni antropiche e dell'inquinamento da CO₂. Virus mutanti, muffe aggressive e pericolosi batteri si sono diffusi affliggendo l'umanità e la fauna. Alex Unger è ammalato sin da bambino ai polmoni e, all'età di ventidue anni, come ultimo tentativo, si rivolge a una losca clinica messicana specializzata in trattamenti medici non approvati e potenzialmente pericolosi. Jane, la sorella di Alex, viene a sapere che il fratello è segregato nell'istituto e, grazie a un avventato blitz, irrompe nella clinica liberando il fratello. I due si rifugiano in Texas nel campo del "Progetto Tempesta", un'organizzazione privata composta da una quindicina di volontari impegnati nella caccia alle tempeste. Alex si integra subito nel gruppo, diretto dal carismatico Jerry Mulcahey, con il quale Jane ha una relazione. Intorno al campo si aggira, con intenti non chiari, l'enigmatico Leo, il fratello di Jerry con il quale il capo del Progetto ha sempre avuto rapporti conflittuali. Leo viene affrontato con risolutezza da Alex e si allontana con disappunto dal campo.
Le cacce alle tempeste si susseguono numerose ma sono solo un "allenamento" in attesa dell'arrivo di un evento meteorologico di classe "F-6", una tempesta mai osservata ma concepita teoricamente, che gli studi di Jerry prevedono si scatenerà nell'immediato futuro nella "Tornado Alley". Con l'aiuto di costose tecnologie hi tech, sovvenzionate in parte dal denaro di Jane e in parte dal ricavato della vendita delle informazioni meteorologiche raccolte sul campo, Jerry prevede l'imminente sviluppo di un F-6 in Oklahoma. Incuranti per la loro incolumità i fanatici componenti del Progetto si dirigono contro la terribile tempesta. Alex, conscio che la cura messicana non ha avuto effetto duraturo, sentendosi prossimo alla fine si getta con caparbietà nell'impresa, tentando nel contempo, infruttuosamente, di dissuadere la sorella dal fare lo stesso. La caccia è anche un modo per riavvicinarsi alla sorella con la quale si era perso di vista da anni.
La tempesta F-6 imperversa e l'auto in cui viaggiano Alex e Jane viene sollevata dal vento rimanendo danneggiata. Mentre Alex esce per trovare soccorso, a bordo di un mezzo tattico corazzato, arriva Leo che preleva Jane e la porta in salvo in un bunker attrezzato. Nel rifugio si sono raccolti i membri di una loggia di cui Leo fa parte; si occupano di ridurre la natalità nel mondo e di diffondere virus per mantenere sotto controllo l'esplosione demografica. I membri sono controllati da un'autorità superiore per mezzo di braccialetti elettronici esplosivi. Leo approfitta del black out nelle comunicazioni e dei ponti radio abbattuti per liberare il gruppo dai congegni di controllo; il motivo per cui egli si aggirava intorno al Progetto era per spiare gli studi di Jerry, anticipare la posizione dell'F-6 e preparare il bunker in attesa del black out. Quando la tempesta cessa, il gruppo si dilegua. Leo si imbatte in Alex che, stremato dalla malattia, attende la morte. Leo tenta di uccidere il ragazzo per pareggiare i conti dopo il diverbio avuto al campo del Progetto Tempesta, ma Alex reagisce ed elimina Leo. Alex viene contattato dal ricco padre che gli comunica che è stata trovata una costosa cura alla sua malattia. La cura ha effetto e un anno dopo Alex, finalmente in salute, rincontra la sorella che, nel frattempo, si era riunita con Jerry e con il quale aveva avuto un bambino.

## Personaggi
Alejandro "Alex" UngerVentiduenne, affetto da un'inguaribile infezione polmonare. Si aggrega al gruppo dopo essere stato liberato dalla sorella da una clinica illegale in Messico.
Juanita "Jane" UngerLa sorella di Alex. Ricca di famiglia, ha esaurito il patrimonio per sovvenzionare il "Progetto Tempesta" diretto dall'amante Jerry Mulcahey.
Gerald "Jerry" MulcaheyIl carismatico capo del "Progetto Tempesta". Scienziato brillante, il suo obiettivo di vita è riuscire a dimostrare l'esistenza di nuova categoria di tempesta, così distruttiva da mettere in pericolo decine di migliaia di vite negli USA.
Leo MulcaheyIl fratello di Jerry; i rapporti tra i due sono sempre stati conflittuali e Leo sorveglia segretamente il progetto per scopi non chiari.
April LoganAnalista di mercato, amica di Jane. Si fa carico di pubblicizzare il lavoro del Progetto.

## Edizioni
- (EN) Bruce Sterling, Heavy Weather, 1ª ed., New York, Bantam Spectra, 1994.
- Bruce Sterling, Atmosfera mortale, collana I grandi tascabili "Gli Squali", traduzione di Stefano Gardinale, n. 2, Bompiani, 1994, ISBN 88-452-2438-4.
- (DE) Bruce Sterling, Schwere Wetter, collana Heyne Science Fiction & Fantasy, traduzione di Norbert Stöbe, n. 5490, Heyne, 1996, ISBN 3-453-10930-9.
- (FR) Bruce Sterling, Gros temps, collana Présence du Futur, n. 574, Denoël, 1996, ISBN 2-207-30573-2.
- Bruce Sterling, Atmosfera letale, collana Piccola Biblioteca Oscar, traduzione di Stefano Gardinale, n. 620, Milano, Mondadori, 2009,  p. 377, ISBN 9788804527787.